# Satz von Mazur (Einbettungen)
In der Mathematik ist der Satz von Mazur die höherdimensionale Verallgemeinerung des jordanschen Kurvensatzes, die aber nur für differenzierbare Einbettungen gilt. Er wird mittels Morse-Theorie bewiesen.

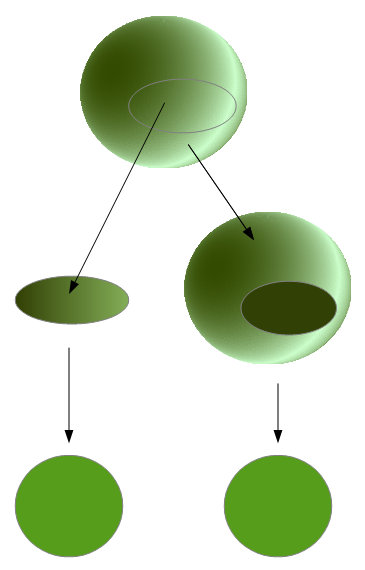
Die Ellipse auf der Kugeloberfläche zerlegt diese in zwei Teile, die ihrerseits beide homöomorph zum Kreis sind.

## Aussage
Eine in der {\displaystyle n}-dimensionalen Sphäre {\displaystyle S^{n}} differenzierbar eingebettete {\displaystyle (n-1)}-Sphäre zerlegt die {\displaystyle S^{n}} in zwei Zusammenhangskomponenten, die beide homöomorph zur {\displaystyle n}-dimensionalen Vollkugel sind.

## Dimension 2
In 2 Dimensionen erhält man den jordanschen Kurvensatz, zumindest für differenzierbare Jordankurven. Dazu bilde man die Ebene zusammen mit einer darin enthaltenen differenzierbaren Jordankurve mittels umgekehrter stereographischer Projektion auf die Kugeloberfläche ab, es kommt dann nur ein Punkt, etwa ein Nordpol, hinzu. Obiger Satz garantiert dann die Zerlegung in zwei Zusammenhangskomponenten, etwa wie in nebenstehender Illustration, wovon in der Ebene diejenige die unbeschränkte ist, die den Nordpol enthält.

## Gegenbeispiel
Für topologische (nicht differenzierbare) Einbettungen gilt der Satz in Dimensionen {\displaystyle n\geq 3} nicht mehr, ein Gegenbeispiel ist Alexanders Sphäre. Es gilt aber jedenfalls der Jordan-Brouwer-Zerlegungssatz, nach dem das Komplement einer eingebetteten Sphäre stets aus zwei Zusammenhangskomponenten besteht.